# Austro-Daimler ADV
Der Austro-Daimler ADV, auch 17/60 PS genannt,  ist ein Pkw der Oberklasse, den die Oesterreichische Daimler-Motoren-Aktiengesellschaft als Nachfolger des Modells AD 6-17 1924 herausbrachte. Der Wagen entsprach im Wesentlichen seinem Vorgänger und wurde vom Porsche-Mitarbeiter Karl Rabe entworfen. Der Motor hatte einen Leichtmetallblock und eine durch Königswelle angetriebene Nockenwelle.
Der Wagen hatte einen 6-Zylinder-Reihenmotor vorne eingebaut, der über ein 4-Gang-Getriebe die Hinterräder antrieb. Vorderräder waren an einer Starrachse befestigt und hatten Längsblattfedern. Die Hinterräder hingen ebenfalls an einer Starrachse, die sich an Ausleger-Halbfedern am Chassis abstützte. Der Kühler war als Spitzkühler ausgeführt. Im Unterschied zum Vorgänger war der ADV allerdings mit Vierradbremsen (daher das V) ausgestattet.
1927 wurde der ADV ohne Nachfolger eingestellt.

## Technische Daten
| Typ                   | ADV                        |
| Bauzeitraum           | 1924–1927                  |
| Aufbauten             | T4, L4, Ld4                |
| Motor                 | 6 Zyl. Reihe 4 Takt        |
| Ventile               | hängend (ohv), Königswelle |
| Bohrung × Hub         | 85 mm × 130 mm             |
| Hubraum               | 4424 cm³                   |
| Leistung PS / kW      | 60 / 44                    |
| Verbrauch             | 18 l/100 km                |
| Höchstgeschwindigkeit | 100 km/h                   |
| Leergewicht           | 1970–2200 kg               |
| Zul. Gesamtgewicht    | 2545–2775 kg               |
| Elektrik              | 12 Volt                    |
| Länge                 | 4700 mm                    |
| Breite                | 1700 mm                    |
| Höhe                  | 2000 mm                    |
| Radstand              | 3480 mm                    |
| Spur vorne / hinten   | 1360 mm / 1360 mm          |

- T4 = 4-türiger Tourenwagen
- L4 = 4-türige Limousine
- Ld4 = 4-türiger Landaulet